# Інформаційна система
Інформацíйна систéма (англ. Information system) — сукупність організаційних і технічних засобів для збереження та обробки інформації з метою забезпечення інформаційних потреб користувачів.
За ДСТУ 2392-94: Інформаційна система — комунікаційна система, що забезпечує збирання, пошук, оброблення та пересилання інформації.
Закон України «Про захист інформації в інформаційно-телекомунікаційних системах» визначає інформаційну (автоматизовану) систему як організаційно-технічну систему, в якій реалізується технологія обробки інформації з використанням технічних і програмних засобів
.
В українському законодавстві встановлено такі визначення терміна:
- Інформаційна система — автоматизована система, комп'ютерна мережа або система зв'язку[3].
- Інформаційна система — організаційно-технічна система обробки інформації за допомогою технічних і програмних засобів[4].
- Інформаційна система — система, призначена для одержання, обробки, зберігання, відображення та/або реєстрації даних про технічний стан конструкцій, систем, елементів, їх властивості та/або функціонування[5].

## Ролі, функції інформації в інформаційних системах
Спочатку під інформацією розуміли відомості, які передаються людьми усним, письмовим або іншим способом (за допомогою умовних сигналів, технічних засобів тощо). Нині загальноприйнято, що інформаційні взаємодії складають основу процесів керування у системах будь-якої природи. При цьому розрізняють синтаксичний, семантичний й прагматичний аспекти інформації. Синтаксична сторона інформації характеризує план її виразу, склад, структуру, складність, організованість. Семантичний аспект характеризує її зміст, значення. Інформація - це відображення чого-небудь, тобто вона цікава не сама по собі, а як представник об'єкта чи явища. Прагматична сторона інформації характеризує її здатність впливати на процеси управління у системі з точки зору її цінності, корисності або шкідливості (з точки зору інтересів того, хто займається творенням й дистрибуцією інформації). Прагматизм стверджує, що ідея істинна, якщо вона працює. Як наслідок, для визначення істинності, необхідно провести аналіз результатів. Сенс та правильність ідеї визначається при її застосуванні.
З телеологічної точки зору керуюча інформація є моделлю декотрого стану середовища, який є бажаним для споживача і який "неприродний", тобто не досягається самим середовищем шляхом збігу обставин без втручання ззовні (без управління). Нехай даний простір ситуацій {\displaystyle \{S\}}, який утворюється параметрами середовища {\displaystyle s_{i}\quad (i={\overline {1,e}}).} Кожна точка цього простору визначає якусь конкретну ситуацію, яка склалася навколо суб'єкта управління. Через цей ситуаційний простір {\displaystyle \{S\}} суб'єкт й сприймає оточуюче його середовище й різні об'єкти. Нехай даний {\displaystyle k}-вимірний простір  цілей {\displaystyle \{Z\},} точками якого є цільові поняття, які описуються вектором {\displaystyle Z=(z_{1},...,z_{k})}, де кожний цільовий параметр {\displaystyle z_{i}} однозначно визначаються ситуацією {\displaystyle S,} тобто  {\displaystyle z_{i}=\psi _{i}(S)\quad (i={\overline {1,k}})}, функції {\displaystyle \psi (\cdot )} визначають зв'язок середовища та цільового параметра {\displaystyle z_{i}.} У векторній формі цей зв'язок виражається у вигляді декотрої визначеної вектор-функції {\displaystyle \psi (S)=(\psi _{1}(S),...,\psi _{k}(S)).}
Перетворення {\displaystyle \Psi } інформації у форму {\displaystyle Z} необхідне тому, що суб'єкт зазвичай формулює свої цілі у термінах та поняттях, пов'язаних із вимірюваними, але не тотожних їм. Наприклад, при управлінні температурним режимом об'єкта достатньо виміряти температуру, тобто {\displaystyle z=t,} оскільки мета сформульована у термінах вимірів.
Інваріантність - властивість істотних для системи елементів, відношень, станів не змінюватись при її перетвореннях. Інваріантність, таким чином, є визначальним моментом структури системи. Виділення відношень інваріантності дозволяє розвивати структурний підхід до дослідження різних об'єктів, загалом до організації теоретичного знання. Поняття інваріантності є.важливим для розуміння ізоморфізму загальнонаукових принципів та категорій, пов'язаних з дослідженням систем та структур. 
Математична модель є універсальною - одне й те саме диференціальне рівняння може описувати різні за своїм змістом процеси. Таким чином, вивчаючи одну математичну модель, ми вивчаємо відразу цілий клас описуваних нею явищ. Саме цей ізоморфізм законів, які виражаються математичними моделями у різних галузях наукового знання, штовхнув Людвіга фон Берталанфі на створення загальної теорії систем.
Це є істинним і для речень. Міркування може бути правильним, попри те, що твердження, з яких воно складається, є хибними. Тобто міркування може бути правильним в силу однієї своєї форми, незалежно від змісту, таким чином, констатується незалежність форми від змісту. Математична модель якраз і є такою формою.  
Співвідношення ізотопів кисню є ізотопною сигнатурою для кожного тіла Сонячної системи. Кварц є носієм генетичної інформації у геології. Деревні кільця містять інформацію про кліматичні зміни у минулому. Камінь - імпресіоністський щоденник погоди, накопичений мільйонами років. Але він не лише минуле, він й майбутнє - у ньому є періодичність. Таким самим чином кодується майбутнє - приклад різних зерен (наприклад, яблуні та вишні), через які з приблизно однакового за хімічним складом ґрунту утворюються різні форми життя. Закон, за яким відтворюється форма (досягається поставлена мета), називається генетичною програмою. Зміна інформативно-регулятивних чинників тягне за собою зміну спадкових властивостей системи:  
{\displaystyle IR=\mathrm {const} ;\quad \quad {\frac {d(IV)}{dt}}=\mathrm {const} ;\quad \quad d(IV)=\mathrm {const} \cdot dt,}
де {\displaystyle I} - інформативність, {\displaystyle R} - регулятивність, {\displaystyle IV} - кількість інформованості системи. Співвідношення такого роду має вигляд {\displaystyle I_{1}V_{1}-V_{2}V_{2}=\mathrm {const} \cdot \Delta t.}  Відтворюючи необхідну архітектуру процесу, можна навчитися збуджувати породжуючу її енергогенну динамічну структуру, оскільки зупинка - це різновид накопиченого руху.

Інформативність можна представити як функцію виду {\displaystyle I\approx (\alpha X+\beta Y+\chi Z)M,} де {\displaystyle X} - продуктивність елементів по переробці інформації, {\displaystyle Y} - швидкість запам'ятовування (запису) інформації, {\displaystyle Z} - швидкість передачі (обміну) інформації по прямих каналах зв'язку, {\displaystyle M} - число прямих зв'язків між компонентами системи, {\displaystyle \alpha ,\beta ,\chi } - безрозмірні коефіцієнти, які залежать від типу структури, значення яких визначаються методом моделювання. При однорідності елементів оптимальною по інформативності є сотова структура. Централістичні структури нерівномірні у розподілі інформаційного навантаження. У повнозв'язних й мережевих структурах зі збільшенням навантаження відбувається катастрофічний ріст кількості інформації, яка ретранслюється. Інформативність лінійних й скелетних структур є мінімальною. 
"Інформація є лише там, де є відмінності (тобто різномаїття, неоднорідність), і відсутня там, де їх немає. При цьому кількість інформації характеризує множинність відмінностей".  
Інформація з'являється тоді, коли хоча б два "елементи" чого-небудь відрізняються один від одного, і вона зникає, коли вони ототожнюються. Аналіз за своєю суттю є виділенням відмінностей у чому-небудь. Відтак інформація не може існувати без носія, форма існування якого і є втіленням даної інформації. Зміна носія означає зміну інформації. З семіотичної точки зору інформація у вигляді структурованих знаків є ознакою, представником об'єкта. До певного віку діти не здатні уявляти предмети: при зникненні предмету з наочної ситуації він зникає із свідомості. При виникненні з настанням певного віку абстрактного мислення дитина здатна володіти вербальними значеннями і бути їх носієм, які є замісниками у свідомості реальних предметів.  
Бінарне відношення {\displaystyle I\subseteq G\times M} пов'язує об'єкти {\displaystyle g\in G} із їхніми ознаками {\displaystyle m\in M} й породжує відповідність Галуа між підмножинами множини об'єктів й підмножинами множини ознак. Формальне поняття визначається як пара множин {\displaystyle A\subseteq G,\,\,B\subseteq M,} замкнених відносно відповідності Галуа. Відношення {\displaystyle I} породжує на множині об'єктів рефлексивне симетричне відношення толерантності, за якого об'єкти співпадають, якщо мають спільні ознаки.  
Усе пізнається не лише варіюванням структури (пізнання у порівнянні) - схемами реляціонування {\displaystyle \alpha } на топологічному просторі {\displaystyle X}, але й фіксацією схем у часі (пізнання у зміні). Динамічна система визначається як математична структура, яка задовільняє наступним аксіомам: 
- Простір станів {\displaystyle \Pi } та множина значень часу {\displaystyle T,} для яких визначена поведінка системи; {\displaystyle \Pi } - топологічний простір.
- Дана множина {\displaystyle \Omega } функцій часу, визначених на {\displaystyle \Pi } і які є припустимими входами системи; {\displaystyle \Omega } - топологічний простір.
- Кожний вхід системи є деяка функція виду ({\displaystyle R} - дійсна лінія):

{\displaystyle \Psi :T\times \Pi \rightarrow R.}
- Майбутні стани системи визначаються посередництвом функції переходу станів:

{\displaystyle \varphi :\Omega \times T\times T\times \Pi \rightarrow \Pi .}
- Функції {\displaystyle \Psi } та {\displaystyle \varphi } є неперервними відносно топологій, визначених на {\displaystyle \Pi ,T} та {\displaystyle \Omega } й індукованих топологій добутку[28].

Інформація з математичної точки зору - це деякий клас відображень, або морфізмів. Множинність підходів до теорії інформації вказує на незалежність її понять від конкретного виду структур об'єктів. Єдиною математичною теорією, яка не накладає ніяких обмежень на природу об'єктів, є теорія категорій. Об'єктами категорії можуть бути множини, універсальні алгебри, топологічні простори. Якщо деякий клас систем описується математичними моделями, які припускають відображення одна в одну, о можна побудувати категорію таких моделей. Цілісність системи виражається у тому, що вона не є тотожною жодній із своїх моделей. Онтологічний характер об'єктів дозволяє називати їх системами. Категорний підхід відбиває цю специфіку систем: об'єкти категорії неподільні, але можуть бути представлені у вигляді множини морфізмів.

## Історія
Інформаційні системи здавна знаходять (в тому чи іншому вигляді) досить широке застосування в життєдіяльності людства. Це пов'язано з тим, що для існування цивілізації необхідний обмін інформацією — передача знань, як між окремими членами і колективами суспільства, так і між різними поколіннями.
Інформаційні системи існують з моменту появи суспільства, оскільки на кожній стадії його розвитку існує потреба в управлінні. Місією інформаційної системи є переробка інформації, потрібної для ефективного управління всіма ресурсами організації, створення інформаційного та технічного середовища для управління її діяльністю.
Інформаційна система може існувати і без застосування комп'ютерної техніки — це питання економічної доцільності.
В будь-якій інформаційній системі управління вирішуються задачі трьох типів:
- задачі оцінки ситуації (деколи їх називають задачами розпізнавання образів);
- задачі перетворення опису ситуації (розрахункові задачі, задачі моделювання);
- задачі прийняття рішень (в тому числі і оптимізаційні).

Найдавнішими і найпоширенішими ІС слід вважати бібліотеки. І, дійсно, здавна в бібліотеках збирають книжки (або їх аналоги), зберігають їх, дотримуючись певних правил, створюють каталоги різного призначення для полегшення доступу до книжкового фонду. Видаються спеціальні журнали та довідники, що інформують про нові надходження, ведеться облік видачі.
Найстаріші (у моральному і у фізичному розумінні) ІС повністю базувалися на ручній праці. Пізніше їм на зміну прийшли різні механічні пристрої для обробки даних (наприклад, для сортування, копіювання, асоціативного пошуку тощо). Наступним кроком стало впровадження автоматизованих інформаційних систем (АІС), тобто систем, де для забезпечення інформаційних потреб користувачів використовується ЕОМ зі своїми носіями інформації. В наш час — епоху інформаційної революції — розробляється і впроваджується велика кількість найрізноманітніших АІСів з дуже широким спектром використання.

## Етапи розвитку (механічних) інформаційних систем
У 1950-х роках з'явилися перші інформаційні системи у вигляді електромеханічних бухгалтерських рахункових машин. Вони виконували обробку рахунків та розраховували зарплати. Завдяки цьому зменшувалися витрати і час на підготовку паперових документів.
У 1960-і роки значення інформаційних систем збільшується. У періодичній звітності із багатьма параметрами застосовувалася інформація, отримана із цих систем. Тому почали створювати комп'ютерне устаткування із широким колом призначення, яке здатне виконувати безліч функцій, на відміну від інформаційних систем 50-х років. Найвідомішим устаткуванням став ряд програмно-сумісних ЕОМ IBM/360, який створила фірма International Business Machines.
Як засіб управлінського контролю інформаційні системи почали використовуватися у 1970-х — на початку 1980-х років, що допомогло пришвидшити прийняття рішень.
У кінці 1980-х років спосіб використання інформаційних систем змінюється. Вони стають джерелом інформації і застосовуються у різних профілях та на всіх рівнях організації. Інформаційні системи швидко і вчасно надавали інформацію, потрібну працівникам, допомагаючи знаходити нові ринки збуту, створювати нові товари та послуги та інше.
Починаючи з 1990-х років і до нашого часу, відбувається переосмислення сфери застосування інформаційних систем. Вони використовуються для глобалізації суспільства. Починають розвиватися цифрові телекомунікаційні системи, які з'єднують інформаційно-обчислювальні ресурси багатьох країн у єдину мережу. У різних сферах суспільної діяльності виникають нові технології, наприклад, дистанційна освіта. Також, швидкими темпами зростає роль Інтернету у житті людини і всього суспільства разом.

## Структура ІС
Інформаційні системи включають в себе: технічні засоби обробки даних, програмне забезпечення і відповідний персонал. Чотири складові частини утворюють внутрішню інформаційну основу:
- засоби фіксації і збору інформації;
- засоби передачі відповідних даних та повідомлень;
- засоби збереження інформації;
- засоби аналізу, обробки і представлення інформації.

## Класифікація

### За ступенем автоматизації
В залежності від ступеня (рівня) автоматизації виділяють ручні, автоматизовані й автоматичні інформаційні системи.
Ручні ІСхарактеризуються тим, що всі операції з переробки інформації виконуються людиною. 

Автоматизовані ІСчастина функції (підсистем) керування або опрацювання даних здійснюється автоматично, а частина — людиною.
Автоматичні ІСусі функції керування й опрацювання даних здійснюються технічними засобами без участі людини (наприклад, автоматичне керування технологічними процесами).

### За сферою призначення
Оскільки ІС утворюються для задоволення інформаційних потреб в межах конкретної предметної галузі, то кожна предметна галузь (в сфері призначення) відповідає свій тип ІС. Перераховувати всі ці типи немає змісту, оскільки кількість предметних галузей велика, але можна вказати, наприклад, такі типи ІС:
- Економічна ІС — інформаційна система призначена для виконання функцій управління на підприємстві;
- Медична ІС — інформаційна система призначена для використання в лікувальному або лікувально-профілактичному закладі;
- Географічна ІС — інформаційна система, забезпечуюча збір, збереження, обробку, доступ, відображення і розповсюдження даних;
- Адміністративні;
- Виробничі;
- Навчальні;
- Екологічні;
- Криміналістичні;
- Військові та інші.

### За місцем діяльності ІС
Класифікація інформаційних систем за місцем діяльності:
- наукові ІС — призначені для автоматизації діяльності науковців, аналізу статистичної інформації, керування експериментом.
- ІС автоматизованого керування — призначені для автоматизації праці інженерів-проєктувальників і розроблювачів нової техніки (технології). Такі ІС допомагають здійснювати:
  - розробку нових виробів і технологій їхнього виробництва;
  - різноманітні інженерні розрахунки (визначення технічних параметрів виробів, видаткових норм — трудових, матеріальних і т. д.);
  - створення графічної документації (креслень, схем, планувань);
  - моделювання проєктованих об'єктів;
  - створення керуючих програм для верстатів із числовим програмним керуванням.
- ІС організаційного керування — призначені для автоматизації функції адміністративного (управлінського) персоналу. До цього класу відносяться ІС керування як промисловими (підприємства), так і непромисловими об'єктами (банки, біржа, страхові компанії, готелі і т. д.) і окремими офісами (офісні системи).
- ІС керування технологічними процесами — призначені для автоматизації різноманітних технологічних процесів (гнучкі виробничі процеси, металургія, енергетика тощо).

Інформаційна система, як система управління, тісно пов'язується, як з системами збереження та видачі інформації, так і з іншої — з системами, що забезпечують обмін інформацією в процесі управління. Вона охоплює сукупність засобів та методів, що дозволяють користувачу збирати, зберігати, передавати і обробляти відібрану інформацію.

### За функціональним призначенням
В залежності від функціонального призначення можна виділити такі системи:
- Керувальні (АСК ТП, АСКВ);
- Проєктувальні (САП);
- Наукового пошуку (АСНД, АІПС, експертні системи);
- Діагностичні, моделювальні;
- Система підготовки прийняття рішення (СППР).

## Типи взаємодії інформаційних систем
Типи взаємодії інформаційних систем
- Довільна взаємодія між двома окремими комп'ютерами, наприклад по модему. Обов'язкова участь оператора на приймаючій і передаючій стороні. Можливий обмін в довільному, але заздалегідь обумовленому форматі;
- Інтерактивна віддалена взаємодія комп'ютера з інформаційною системою, наприклад по протоколу http. Оператор на передавальній стороні. Як правило використовується певна форма HTML документа. Прийняті документи обробляються автоматично;
- Інтерактивна інформаційна система – інформаційно-обчислювальна  система, в якій передача та обмін інформацією відбуваються в режимі  діалогу. Є два типи інтерактивних ігор:  1. Тип таких ігор призначений для гравців, які активно взаємодіють з  ігровою системою, і ця система, у свою чергу, реагує на поведінку  гравців.  2. Тип інтерактивних ігор – це ігри, де гравці можуть пасивно  спостерігати за сюжетною лінією гри.
- Контрольована потокова обробка, наприклад прийом з e-mail, файл містить HTML форму, запуск якої ініціює процес обробки документа або прийом оператором по e-mail електронних документів в обумовленому форматі і далі запуск програми обробки. Вимагає обов'язкового контролю оператора на приймаючій стороні;
- Повністю автоматизований процес прийому та обробки електронних документів в обумовленому форматі. Участь операторів не потрібно.

## Автоматизована інформаційна система
Автоматизована інформаційна система — це взаємозв'язана сукупність даних, обладнання, програмних засобів, персоналу, стандартних процедур, які призначені для збору, обробки, розподілу, зберігання, представлення інформації згідно з вимогами, які випливають з цілей організації. Сьогодні, у вік інформації, практично кожна інформаційна система використовує комп'ютерні технології, і тому надалі під інформаційними системами будемо розуміти саме автоматизовані.

## Чинники, що обумовлюють впровадження інформаційних систем
Основними факторами, які впливають на впровадження інформаційних систем, є потреби організацій та користувачів, а також наявність відповідних засобів для їх формування. Найсуттєвіше на розвиток інформаційних систем вплинули досягнення в галузі комп'ютерної техніки та телекомунікаційних мереж[джерело?].
Причини, що спонукають організації впроваджувати інформаційні системи, з одного боку обумовлюються прагненням збільшити продуктивність повсякденних робіт чи усунути їх повторне проведення, а з іншого боку бажанням підвищити ефективність управління діяльністю організації за рахунок прийняття оптимальних та раціональних управлінських рішень[джерело?].
Перша причина доволі прозора і для її реалізації достатньо впроваджувати стандартизовані системи обробки інформації. Успішне функціонування організації значною мірою залежить від вдалого керівництва, яке базується на обґрунтуванні перспективних концепцій розвитку згідно зі своєчасною, достовірною та повною інформацією, яку може поставляти відповідна інформаційна система. Основне завдання інформаційної системи управління полягає у підпорядкуванні всіх внутрішніх процесів головним цілям організації. Для цього необхідно скоординувати процеси, пов'язані з діяльністю організації таким чином, щоб вони максимально забезпечували виконання поставлених задач в єдиному інформаційному полі. Тільки таким чином інформаційна озброєність організації починає безпосередньо впливати на ефективність її діяльності[джерело?].
До основних напрямків автоматизації інформаційно-управлінської діяльності в організаційних структурах відносять[джерело?]:
- автоматизацію обробки документів шляхом впровадження систем для обробки тексту, автоматизацію обміну інформацією через різноманітні види комунікацій (які включають АТС підприємства, відеотермінальні системи, локальну комп'ютерну мережу, телекопіювальні апарати, відеоінформаційні системи);
- автоматизацію діяльності менеджерів на базі комп'ютерних систем комплексних інформаційних систем, які надають допомогу в прийнятті рішень, та електронних секретарів, що дозволяє підвищити рівень організації праці менеджерів на якісно вищий щабель.

Впровадження інформаційних систем дозволяє менеджеру отримувати оперативний доступ до довільної нагромадженої інформації з тим, щоб надалі ефективно її використовувати для вирішення поставлених задач (у сферах аналізу маркетингу, фінансів, тощо)[джерело?].